# Svarthalsad dopping
Svarthalsad dopping (Podiceps nigricollis) är en vida spridd fågelart som tillhör familjen doppingar. Den häckar på fyra kontinenter, både i Europa, Asien, Afrika och Nordamerika, och beståndet anses vara livskraftigt. I Sverige, där den utgör en randpopulation, listas den som starkt hotad.

## Utseende och läte
Svarthalsad dopping är något mindre än svarthakedoppingen och har en knubbig kropp, fluffiga fjädrar baktill, toppig hjässa, brant panna, spetsig och tunn svart näbb och en elegant hållning. Den blir 28–34 centimeter lång, har ett vingspann på 56–60 centimeter, väger 250–600 gram och könen är lika. 
En adult fågel i sommardräkt är omisskännlig med bruna luftiga fjädrar på sidan och i baken, svart rygg, hals och huvud med gula örontofsar och röd iris. I vinterdräkt är den mörkgrå på rygg, baksidan av halsen och på hjässan, Den mörka teckningen bakom ögat är mer tydlig än hos svarthakedoppingen. Kroppssidan, baken, bröstet, strupen och sidan av huvudet är ljust gråvita. 

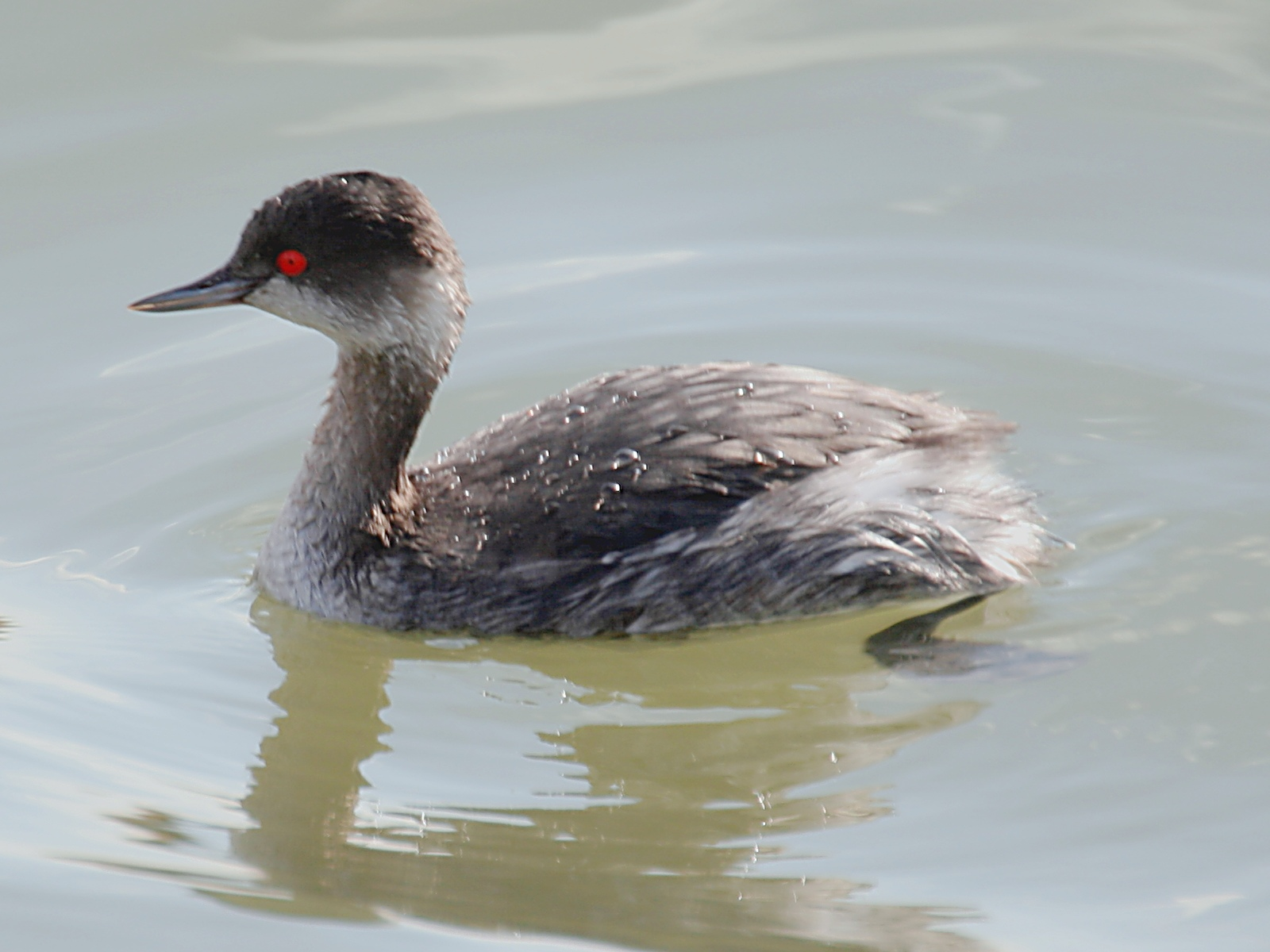
Svarthalsad dopping i vinterdräkt fotograferad i januari i Baraki i Japan.

I flykten skiljs den lättast från svarthakedopping på den toppiga hjässan och att framkanten på ovansidan vingen är helt mörk medan svarthakedoppingen har vita mindre täckare. 
Revirlätet är ett mjukt poo-ii-tjk och vid spel och revirhävdning har den också en låg, vibrerande, hård drill.

## Utbredning och systematik
Världspopulationen har ett stort utbredningsområde i Europa, Asien, Afrika och Amerika. Dess fyra huvudhäckningsområden är västra och mellersta Nordamerika, östra Europa och västra Asien, nordöstra Kina, och södra Afrika. Merparten av världspopulationen är flyttfåglar men i exempelvis Västeuropa finns det ett flertal stannfågelspopulationer och den Afrikanska populationen är stannfåglar. Den nordamerikanska populationen övervintrar främst i sjöar i sydvästra USA och Mexiko, och utefter USA:s västkust. Merparten av den västpalearktiska flyttande populationen övervintrar utefter Västeuropas kuster, vid Kaspiska och Svarta havet, i sjöar i Turkiet, och i vikar runt Medelhavet och Persiska viken. Den östasiatiska populationen övervintrar främst utefter Japans kust och Kinas sydostkust.

### Underarter
Svarthalsad dopping delas ofta upp i tre underarter med följande utbredning:
- eurasisk svarthalsad dopping[4] Podiceps nigricollis nigricollis – häckar i Europa och västra Asien och i östra Asien.
- Podiceps nigricollis gurneyi  – häckar i centrala delarna av östra Afrika och i södra Afrika.
- Podiceps nigricollis californicus – häckar i Nordamerika och norra Sydamerika.

Den sedan 1977 utdöda colombiadoppingen (Podiceps andinus) som häckade i sjöar norr om Bogotá i tempererade Anderna kategoriserades av vissa som en underart till svarthalsad dopping (Podiceps nigricollis andinus).

### Förekomst i Sverige
Utbredningsmässigt är Sverige ett randområde för den svarthalsade doppingen. Alfred Brehm skrev i början av 1900-talet att den i Sverige bara är en tillfällig gäst men att den sågs allt oftare. Under 1980-talet var Hornborgasjön och Tåkern de främsta häckningsplatserna för arten i Sverige, men i början av 1990-talet försvann den från den senare lokalen. Den svenska häckpopulationen består av flyttfåglar. Idag utgör fortfarande Hornborgasjön artens starkaste fäste, med mer tillfälliga häckningar med enstaka par i dammar och slättsjöar i södra och mellersta Sverige, oftast i Skåne.

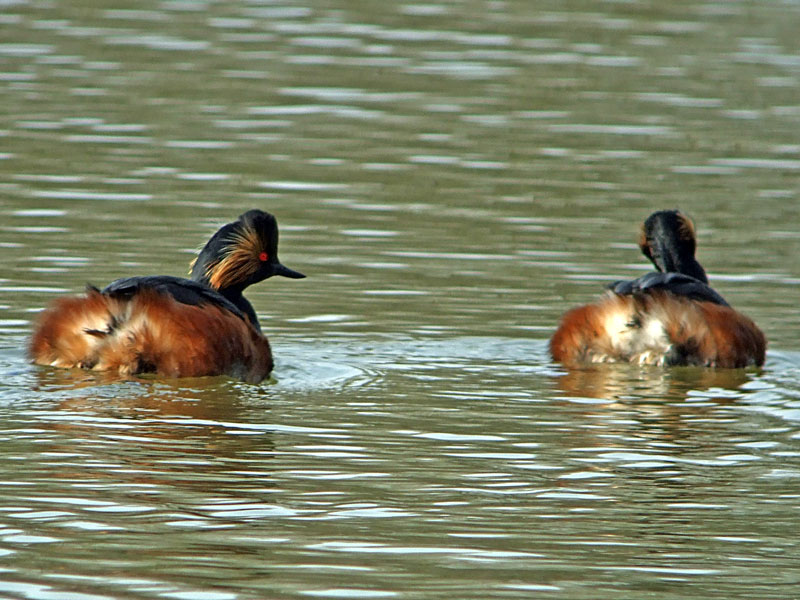

## Ekologi
Den lägger vanligen fem till sex ägg som ruvas av båda föräldrarna i cirka tre veckor. När ungarna lämnat boet bärs de ibland på en vuxens rygg, till och med under vattnet. Liksom alla doppingar återfinns den alltid vid eller precis i närheten av vatten, eftersom dess ben sitter så pass långt bak och den inte kan gå utan bara skjuta kroppen framför sig med benen. Den är en skicklig simmare och dykare och jagar byten under vattnet. Födan består av fisk, vatteninsekter och larver. Den föredrar att fly från faror genom att dyka framför att flyga, även om den lätt kan lyfta från vattnet.

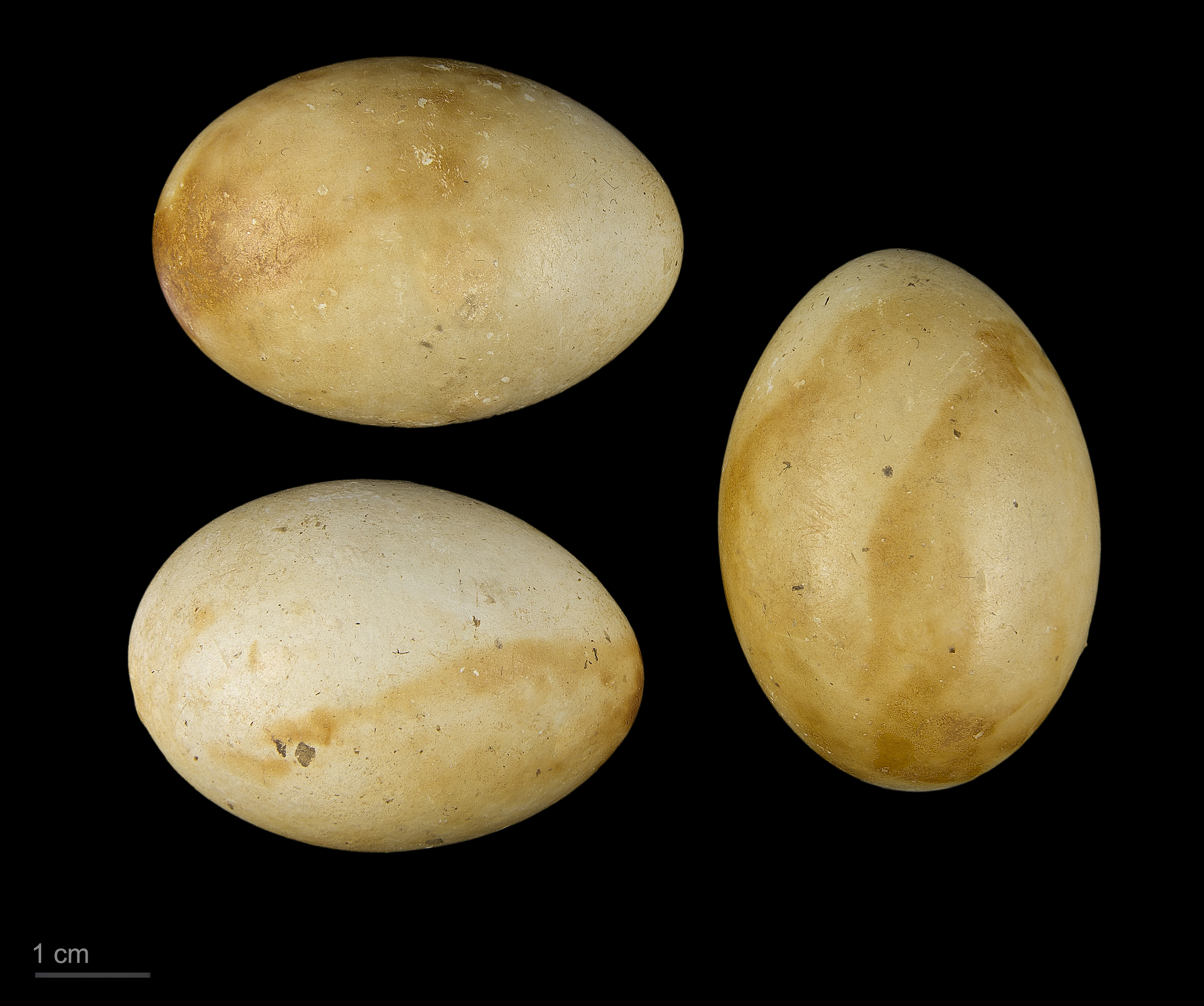
Svarthalsade doppingens ägg.

## Status och hot
På global nivå har svarthalsad dopping ett mycket stort utbredningsområde och stor population, dock med oklar utveckling. Internationella naturvårdsunionen IUCN uppfattar att den inte är hotad och placerar den därför i kategorin livskraftig. Världspopulationen uppskattas till 3,9–4,2 miljoner individer, varav 46 400–77 500 par häckar i Europa.

### Status i Sverige
De häckande svarthalsade doppingarna i Sverige utgör en randpopulation som är instabil och tillfälliga koloniseringar blir sällan långvariga. Den är upptagen på Artdatabankens rödlista som starkt hotad (EN). Beståndet i Sverige tros utgöras av endast 200 häckande individer.

## Taxonomi och namn
Svarthalsad dopping beskrevs taxonomiskt som art av Christian Ludwig Brehm 1831. Dess vetenskapliga artnamn nigricollis betyder just "svarthalsad".